# Mario Griguol
Mario Luis Griguol (n. Córdoba, 30 de marzo de 1936) es un exfutbolista argentino y actual entrenador, que jugaba como delantero y militó en clubes de Argentina y Chile.

## Biografía
Nació en Córdoba y jugó sus primeros partidos en el Club Atlético Las Palmas del barrio homónimo. Más tarde jugó en Atlanta coincidiendo en las mejores temporadas del Bohemio en el fútbol profesional argentino, actuaciones que lo catapultaron a fichar por River Plate. Especial protagonismo tuvo su participación en la obtención de la Copa Suecia de 1960 por parte de Atlanta, aunque en el partido final frente a Rosario Central acabó lesionado.
En Núñez no brilló y se fue a jugar a Chile, donde consiguió un campeonato con Santiago Wanderers en 1968 y fue goleador de ese certamen con 16 goles.
Una vez retirado, prosiguió su carrera como entrenador. Dirigió muchos clubes en la Argentina.
Fue entrenador de fútbol femenino en el Racing Club de Avellaneda. 
De allí migró al club Belgrano de Córdoba en el año 2006 donde dirigió a la primera y luego asumió el cargo de las divisiones inferiores. Fue director técnico del equipo argentino Belgrano de Córdoba.

## Clubes

### Como futbolista
| Club               | País      | Año       |
| ------------------ | --------- | --------- |
| Atlanta            | Argentina | 1958-1961 |
| River Plate        | Argentina | 1962-1963 |
| Ferrocarril Oeste  | Argentina | 1964      |
| San Luis           | Chile     | 1965-1967 |
| Santiago Wanderers | Chile     | 1968-1969 |

## Palmarés

### Campeonatos nacionales
| Título           | Club               | País      | Año  |
| ---------------- | ------------------ | --------- | ---- |
| Copa Suecia      | Atlanta            | Argentina | 1958 |
| Primera División | Santiago Wanderers | Chile     | 1968 |

- Datos: Q6764705